# Дворец (Красноярский край)
Дворец — упразднённое село в Кежемском районе Красноярского края в составе Дворецкого сельсовета. Упразднено в 2005 г.

## География
Находилось на левом берегу реки Ангара, в 9 км к северо-западу от поселка Болтурино. В настоящее время деревня и остров затоплены водами Богучанского водохранилища.

## История
Основано в 1820 году. По данным на 1926 год деревня состояла из 55 хозяйств. В административном отношении входила в состав Сосновского сельсовета Кежемского района Канского округа Сибирского края.
Деревня попала в зону затопления Богучанского водохранилища и была расселена.
Распоряжением губернатора Красноярского края от 12.07.2005 № 837-р село исключено из учётных данных.

## Население
| 1989 | 2002 |
| ---- | ---- |
| 67   | ↘0   |

По данным переписи 1926 года в деревне проживало 252 человека (132 мужчины и 120 женщин), основное население — русские.
По данным переписи 2002 году в селе отсутствовало постоянное население.